# Lotnictwo Dalekiego Zasięgu (Rosja)

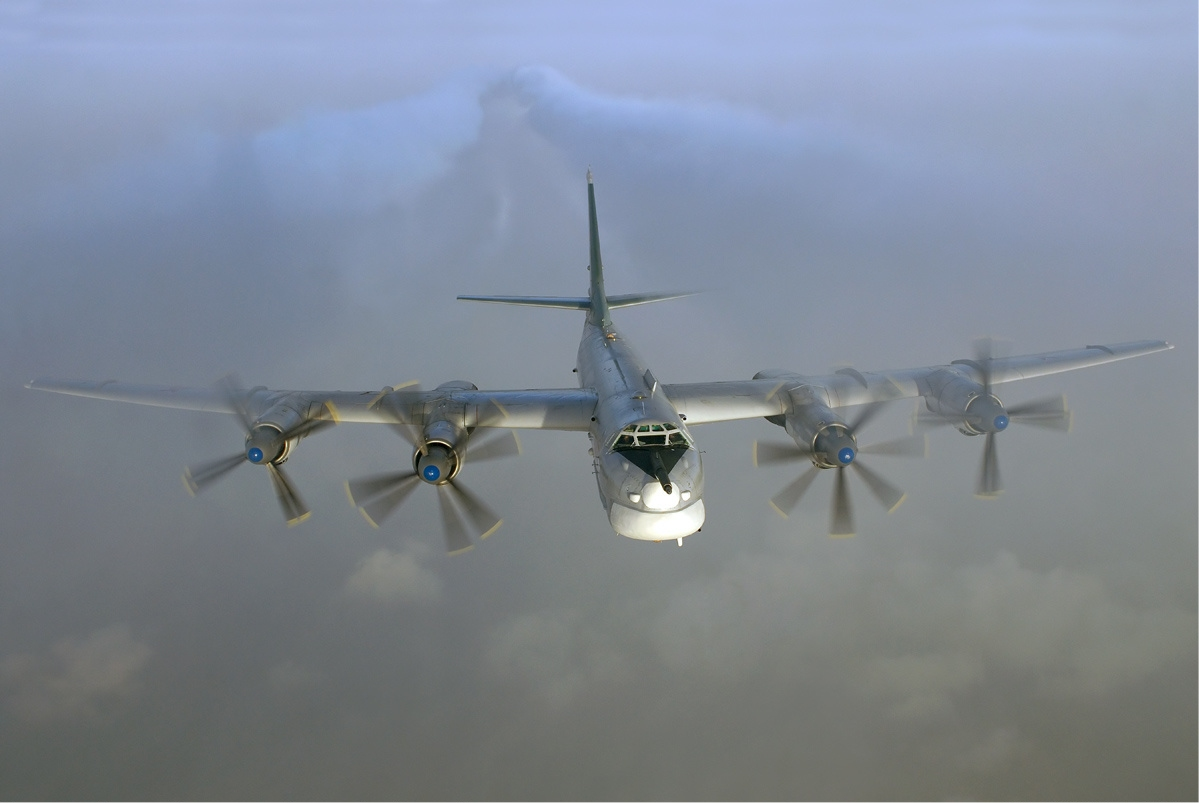
ТU-95МС w 2011

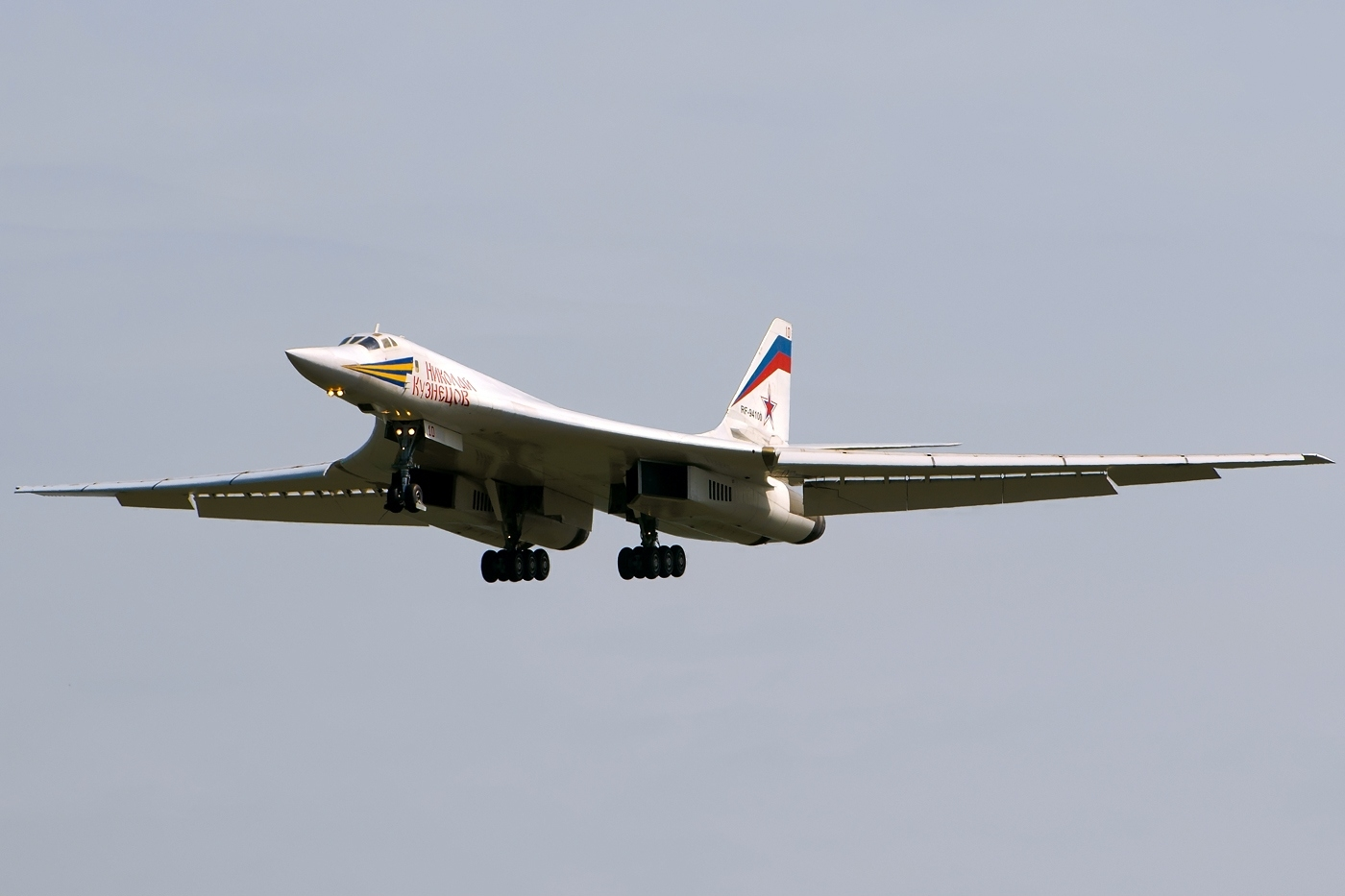
ТU-160 w 2011

Lotnictwo Dalekiego Zasięgu – jeden z elementów rosyjskiej triady atomowej.

## Lotnictwo Dalekiego Zasięgu Związku Radzieckiego
Dekretem z 3 kwietnia 1946, na bazie rozformowanej 18 Armii Lotniczej sformowano Dowództwo Lotnictwa Dalekiego Zasięgu podporządkowane bezpośrednio Naczelnemu Dowództwu Sił Zbrojnych ZSRR. W skład Lotnictwa Dalekiego zasięgu weszły jednostki podporządkowane 18 Armii Lotniczej ze Smoleńska, 43 Armii Lotniczej z Winnicy  i 50 Armii Lotniczej z Chabarowska. W okresie istnienia ZSRR przechodziły one liczne reorganizacje.
Tuż przed rozpadem ZSRR w składzie LDZ pozostawały trzy armie lotnicze i centrum szkolenia bojowego. Łącznie posiadały one na wyposażeniu 164 strategiczne platformy zdolne do przenoszenia 834 rakiet manewrujących Ch-55.
W 1991 dysponowało ono 145 samolotami TU-95 w trzech wersjach oraz 19 samolotami TU-160 oraz  320 samolotami TU-22. 
Rozpad sowieckiego państwa i podział jego potencjału militarnego przyczyniły się do utraty przez Rosję ponad 70% pułków lotnictwa bombowego dalekiego zasięgu. 

## Lotnictwo Dalekiego Zasięgu w Federacji Rosyjskiej
Federacja rosyjska przejęła olbrzymią cześć potencjału LDZ ZSRR. W 1992 zaprzestano produkcji TU-160 i rozpoczęto proces reorganizacji LDZ. Do 1994 rozformowano wszystkie dowództwa armii lotniczych, a poszczególne związki taktyczne podporządkowano dowództwu LDZ. Do 1996  z Kazachstanu  do Rosji przegrupowano 40 samolotów TU-95MS. Wiosną 1997 Ukraina zerwała negocjacje w sprawie odsprzedaży TU-160 oraz rakiet manewrujących Ch-55 i  rozpoczęła ich utylizację. Wycofano też z eksploatacji TU-95K oraz 85% TU-95K-22. W 1998  reaktywowano 37 Armię LDZ.
W 2001 nastąpił wzrost potencjału powodowany odzyskaniem z Ukrainy ośmiu TU-160, trzech TU-95 oraz 575 rakiet Ch-55. Denuklearyzacja Kazachstanu i Ukrainy zakończyła etap reorganizacji 37 Armii LDZ. Po prawie piętnastoletniej przerwie jej samoloty wznowiły loty patrolowe nad północnym i północno-zachodnim Atlantykiem, północnym wybrzeżem Kanady, Alaski oraz w pobliżu Aleutów.  Kontynuowana do 2004  modernizacja TU-95 umożliwiła osiągnięcie 50% parytetu między wersjami MS6 oraz MS16, zwiększając tym samym liczbę przenoszonych rakiet Ch-55 do 884. Pozyskane w 2005 dwa nowe TU-160 i rotacyjna modernizacja pozostałych egzemplarzy powodowały, że w 2008 zdolności przenoszenia rakiet wynosiła łącznie 884 sztuki.

W 2009, na bazie dowództwa 37 Armii Lotniczej, utworzono Dowództwo Lotnictwa Dalekiego Zasięgu.
W 2012 Dowództwo Operacyjne Lotnictwa Dalekiego Zasięgu dysponowało około 13 samolotami TU-160, 28 samolotami TU-95MS6, 13 samolotami TU-160, 28 samolotami TU-95MS6 oraz 31 samolotami TU-95MS16 zdolnymi przenieść w sumie około 820 rakiet manewrujących Kh-55 i Kh-15. W 2013 z 16 samolotów TU-160 zdolność operacyjną utrzymywało jedynie 4-6 platform. Ponadto zdolność operacyjną utrzymywało około 35 samolotów TU-95MS i około 40 platform TU-22M3.
| Zasadnicze platformy LDZ w 2014 |                 |               |                 |
| Typ                             | Liczba platform | Liczba rakiet | Liczba ładunków |
| TU-95MS6                        | 29              | 6 x AS-15A    | 174             |
| TU-95MS16                       | 30              | 16 x AS-15A   | 480             |
| TU-160                          | 13              | 12 x AS-15B   | 156             |
| Razem                           | 72              |               | 810             |